# Končetina

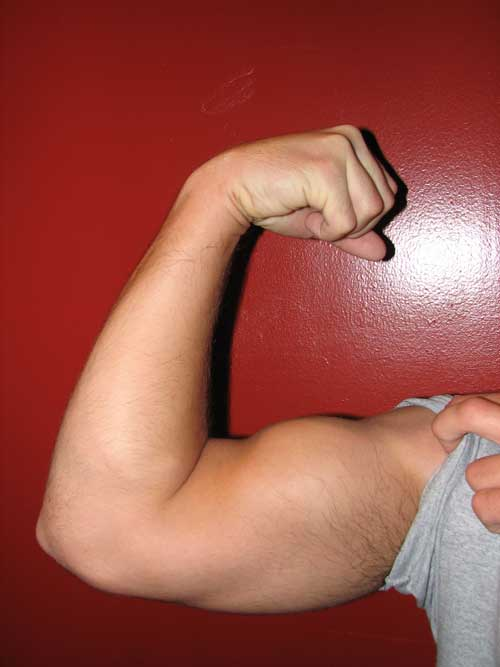
Horní končetina člověka

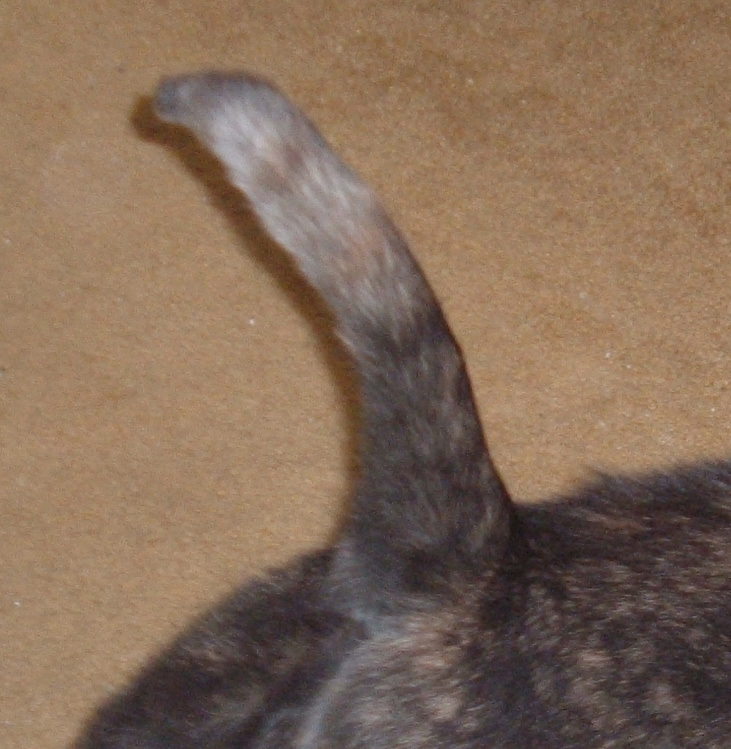
Ocas

Končetina (úd) je kloubovitý nebo chápavý (chapadla chobotnice, ocas ploskonosých opic) výčnělek živočišného těla.
Většina živočichů užívá končetiny pro pohyb (běh, šplh, chůze). Někteří ale pomocí horních (předních) končetin také manipulují s objekty.
Někteří živočichové mají přední nebo zadní (případně oboje) končetiny druhotně redukované (zakrnělé). Typickým příkladem je dravý dinosaurus druhu Tyrannosaurus rex, u kterého byly přední končetiny zhruba stejně dlouhé jako lidské (ale přesto mnohem silnější).

## Počet končetin
Počet končetin je velmi rozmanitý. U členovců každý tělní článek nesl původně jeden pár končetin. To znamená, že měli 6 párů končetin. Během vývoje členovců se však počet končetin zmenšil – pohybovou funkci si ponechaly pouze končetiny na hrudní části těla. Ostatní buď zanikly, nebo se přeměnily (např. v tykadla, čelisti, makadla, kusadla, klepítka atp.)
Co se týče obratlovců, ryby a paryby mívají končetiny přeměněné v několik ploutví. Některé ryby však mají i nohy, jako například lezec obojživelný (Periophthalmus barbarus). Obojživelníci mají jako pulci jednu ploutev, v dospělosti jim narůstají čtyři končetiny. Plazi mívají také čtyři končetiny, ale někdy je druhotně ztratili (hadi). Ptáci mají také dva páry končetin, ale přední jsou přeměněny v křídla. Savci mívají dva páry končetin. Člověk na dvou stojí (dolní končetiny), druhým párem manipuluje s objekty (horní končetiny).

## Seznam končetin
- Chapadlo (= žahavé rameno)
- Parapodium (primitivní končetiny mnohoštětinatců a zadožábrých měkkýšů)
- Horní končetina (případně přední končetina)
- Dolní končetina (případně zadní končetina)
- Ocas (někdy chápavý)
- Ploutev
- Křídlo

## Kosterní základ končetin
- Kostra
- Kostra hrudní končetiny
- Kostra dolní končetiny člověka
- Kostra horní končetiny člověka